# Kyle Bruckmann
Kyle Bruckmann (* 18. August 1971 in Danbury, Connecticut) ist ein US-amerikanischer Musiker (Oboe, auch Englischhorn, Suona, Elektronik, Komposition) und Bandleader, der in den Bereichen der zeitgenössischen Musik, Jazz- und Improvisationsmusik aktiv ist.

## Leben und Wirken
Bruckmann spielte in seiner Jugend in Punkbands und studierte Musik und Psychologie an der Rice University in Houston, Oboe bei Robert Atherholt. In dieser Zeit war er musikalischer Leiter der Campus-Radiostation KTRU und wurde Mitglied von Phi Beta Kappa. Den Master erwarb er 1996 an der University of Michigan, wo er Oboe bei Harry Sargous und zeitgenössische Improvisation bei Ed Sarath studierte. Anschließend zog er nach San Francisco, wo er zur lokalen Experimental-Musikszene gehört. Daneben unterrichtet er freischaffend klassische Musik und ist Mitglied im Stockton Symphony und weiteren regionalen Orchestern.
Seitdem arbeitete Bruckmann u. a. mit Jim Baker, Anthony Braxton (Nine Compositions 2003), Fred Lonberg-Holm, Jeb Bishop, Harris Eisenstadt (Ahimsa Orchestra, 2004), Michael Zerang, Guillermo Gregorio, Scott Rosenberg, Bob Marsh, Roscoe Mitchell, Olivia Block und Dana Jessen (Carve). Zu den weiteren Formationen gehören die Ensembles EKG, ein elektroakustisches Duo mit Ernst Karel, die Experimental-Punkband Lozenge und sein Quintett Wrack, das Kompositionen im Bereich des zeitgenössischen Jazz und der klassischen Avantgarde spielt. Außerdem ist er Mitglied des Ensemble Noamnesia von Gene Coleman, das Kompositionen von George Crumb, John Cage, Charles Ives, Salvatore Sciarrino, Otomo Yoshihide, Werner Dafeldecker, Cornelius Cardew und Malcolm Goldstein aufführt. Im Bereich des Jazz war er zwischen 1999 und 2013 an 15 Aufnahmesessions beteiligt.
Bruckmanns Debütalbum mit Soloimprovisationen, Entymology (Barely Auditable Records), wurde von François Couture im Allmusic als „ein hinreißendes Experiment“ gewertet, „das die Möglichkeiten (und das Verständnis) der Familie der Doppelrohrblattinstrumente erweitert“. Bruckmanns Kompositionen beziehen auf einer klassischen Fundierung Genre-überschreitend Bereiche wie Free Jazz, Elektronische Musik und Post-Punkrock ein.

## Diskographische Hinweise
- Entymology (Solo Improvisations) (2000)
- And (2002), mit Michael Zerang, Jim Baker, Jeb Bishop, Gene Coleman, Fred Lonberg-Holm, Scott Rosenberg, Weasel Walter
- Kyle Bruckmann, Scott Rosenberg, Michael Zerang: Six Synaptics (Ertia Creations, 2002)
- Grand Mal (2003), mit Ernesto Diaz-Infante, Karen Stackpole und John Shiurba
- Wrack (Red Toucan, 2003), mit Tim Daisy, Jeb Bishop, Jen Clare Paulson, Kurt Johnson
- Gasps & Fissures (2004)
- Wrack: Intents & Purposes (482 Music, 2006), mit Anton Hatwich, Jason Stein, Tim Daisy, Jen Clare Paulson
- On Procedural Grounds (New World Records, 2008, mit Matt Ingalls, Jen Clare Paulson, Bruce Ackley, Steve Adams, Larry Ochs, Jon Raskin, Jason Stein, Anton Hatwich, Tim Daisy, John Ingle, Gino Robair, Benjamin Kreith, Tara Flandreau, Monica Scott, Kjell Nordeson, Tim Perkis)
- EKG: Electricals (2008), mit Ernst Karel
- Cracked Refraction (Porter Records, 2010), mit Jason Stein, Jen Clare Paulson, Anton Hatwich, Tim Daisy
- Jim Baker, Kyle Bruckmann, Michael Zerang: Psychotic Redaction (Multikulti Project, 2011)
- Wrack: …Awaits Silent Tristero’s Empire (Singlespeed Music, 2014), mit Anton Hatwich, Jason Stein, Tim Daisy, Jeb Bishop, Darren Johnston, Jen Clare Paulson
- Kyle Bruckmann / Sam Pluta / Katherine Young Live. Elastic. 10.20.16 (Minus Zero, 2017)
- Kyle Bruckmann, Tim Daisy, Phillip Greenlief, Lisa Mezzacappa: Semaphore (2023)
- Of Rivers (2024)